# クンプルング・モルドヴェネスク
クンプルング・モルドヴェネスク（ルーマニア語: Câmpulung Moldovenesc、Cîmpulung Moldovenesc）は、ルーマニア北東部のブコビナ地方、スチャヴァ県に位置する都市。ハンガリー名はホッスーメゼー（ハンガリー語: Hosszúmező）、ウクライナ名はドウホピーリャ（ウクライナ語: Довгопілля）である。人口は2万76人で、モルドバ川に面する県下第四の都市である。
主な産業は乳製品生産、林業、エコツーリズム。近辺には標高1650mのララウ山や1857mのジュマラウ山などがそびえている。山麓の森林散策や村々の修道院巡りに人気がある。
「クンプルング」はルーマニア語で「長い牧草地」の意で、ワラキアのクンプルング・ムスチェルと区別するため「モルダヴィアの」を意味する「モルドヴェネスク」がつけられた。

## 出身有名人
- アンカ・パルゲル - ジャズアーティスト